# Fernand Cormon
Fernand Cormon, egentligen Fernand Piestre, född 24 december 1845 i Paris, död 20 mars 1924 i Paris, var en fransk målare, son till Eugène Cormon.
Cormon var elev till Jean-François Portaels i Bryssel samt till Alexandre Cabanel och Eugène Fromentin i Paris. Han debuterade 1868. Cormons 1880 utställda Kain förvärvades av Luxembourgmuseet, och i naturhistoriska museet i Paris målade han 1898 en serie dekorativa bilder med framställningar av urtidens djur och människor.
Han målade porträtt och flera större dekorativa arbeten, bland annat i rådhuset i Tours (1902) och i Petit-Palais i Paris (1910). Hans stil var akademiskt naturalistisk, och han vann stor popularitet med sina religiösa, mytologiska och historiska kompositioner. Han var även lärare för ett flertal konstnärer, bland andra Chaim Soutine.

## Galleri

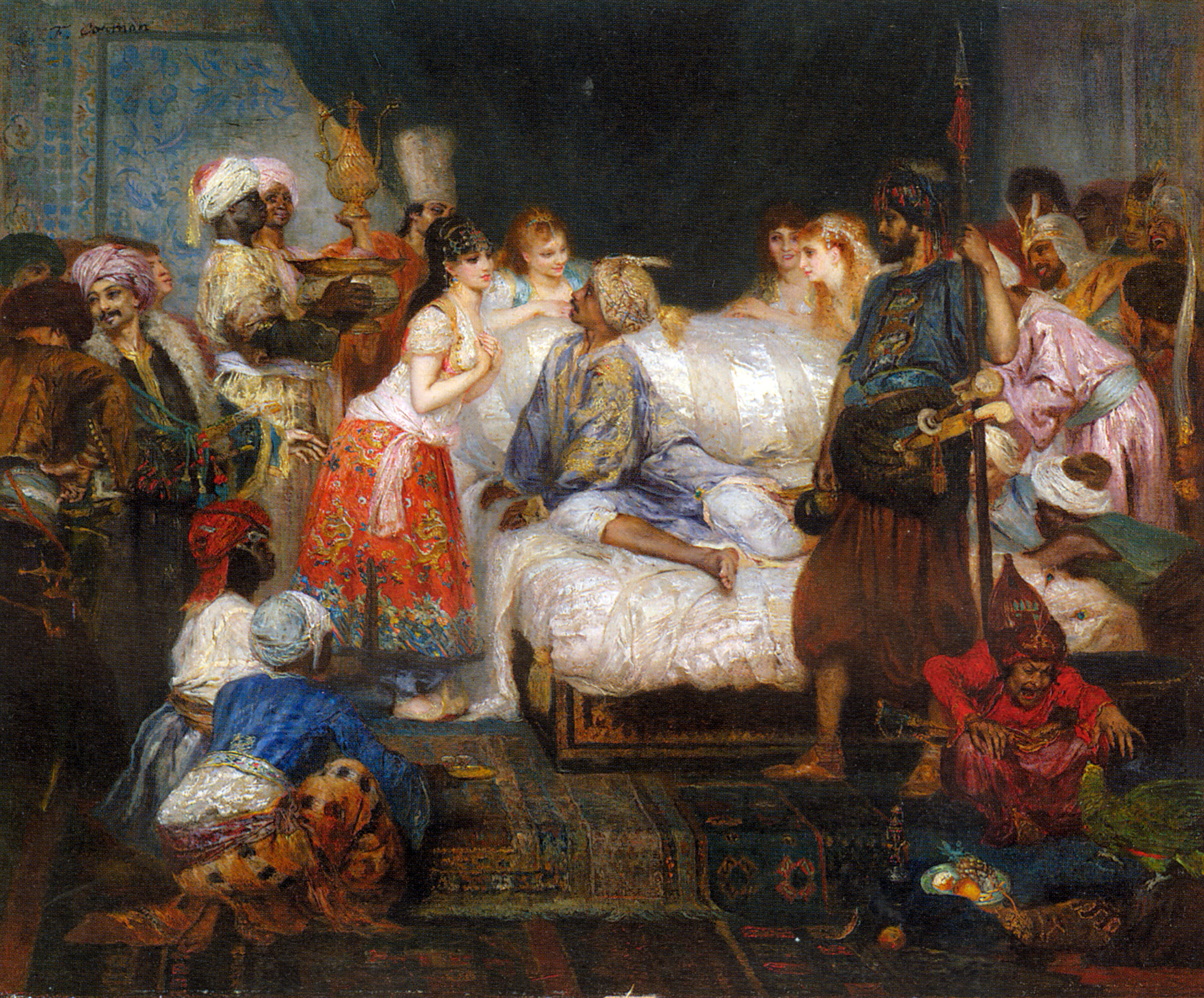
Le Harem (1877)
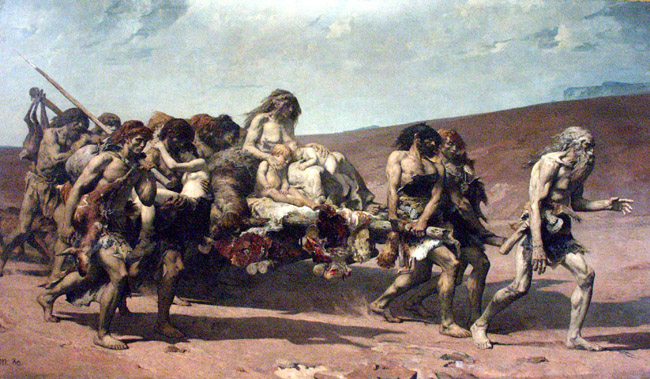
Caïn fuyant avec sa famille (1880)
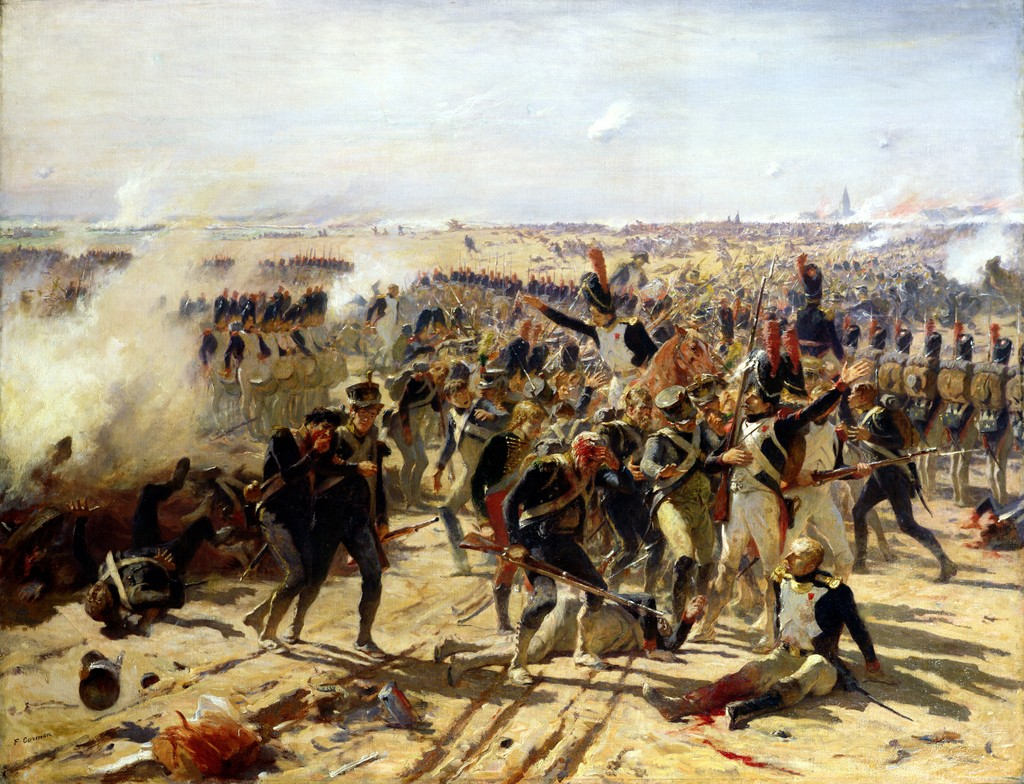
Slaget om Essling
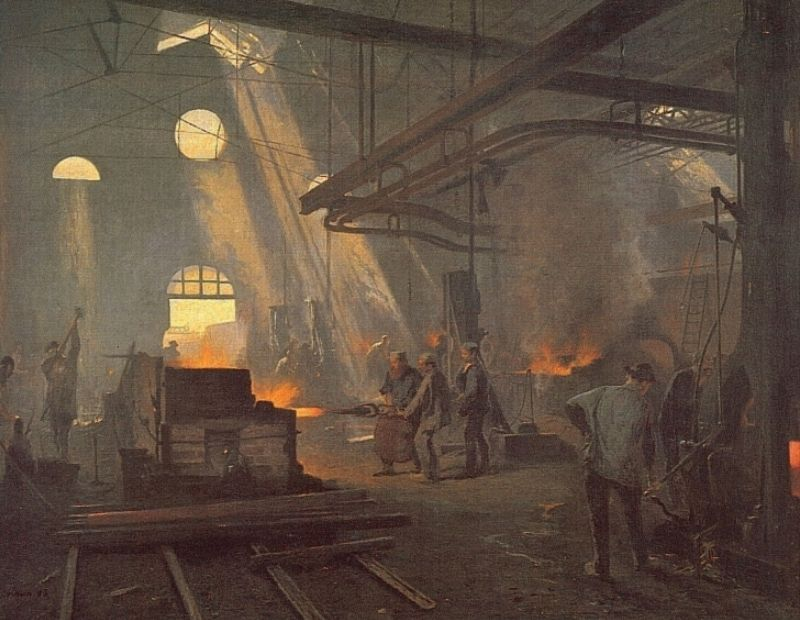
En smedja (1894)